# Miàundja
Miàundja (en rus: Мяунджа) és un poble (possiólok) de l'óblast de Magadan, a Rússia, que el 2019 tenia 1.501 habitants.